# 第85回天皇杯・第76回皇后杯 全日本総合バスケットボール選手権大会
第85回天皇杯・第76回皇后杯 全日本総合バスケットボール選手権大会（だい85かいてんのうはい・だい76かいこうごうはい ぜんにほんそうごう―せんしゅけんたいかい）は、2010年1月1日から11日まで国立代々木競技場第一体育館と東京体育館で開催された全日本総合バスケットボール選手権大会である。

## 出場チーム

### 男子

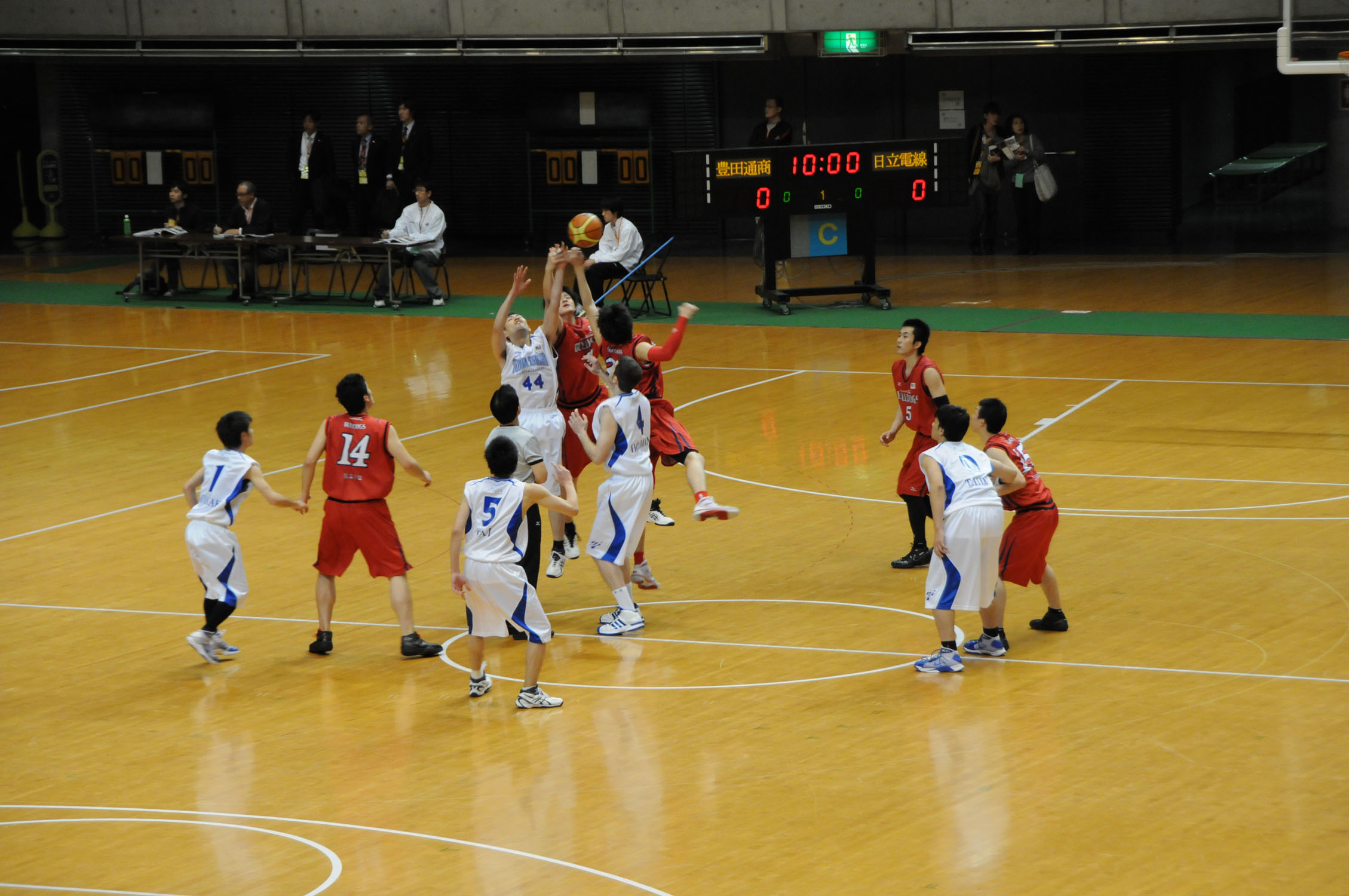
2回戦、豊田通商ファイティングイーグルス対日立電線ブルドッグス

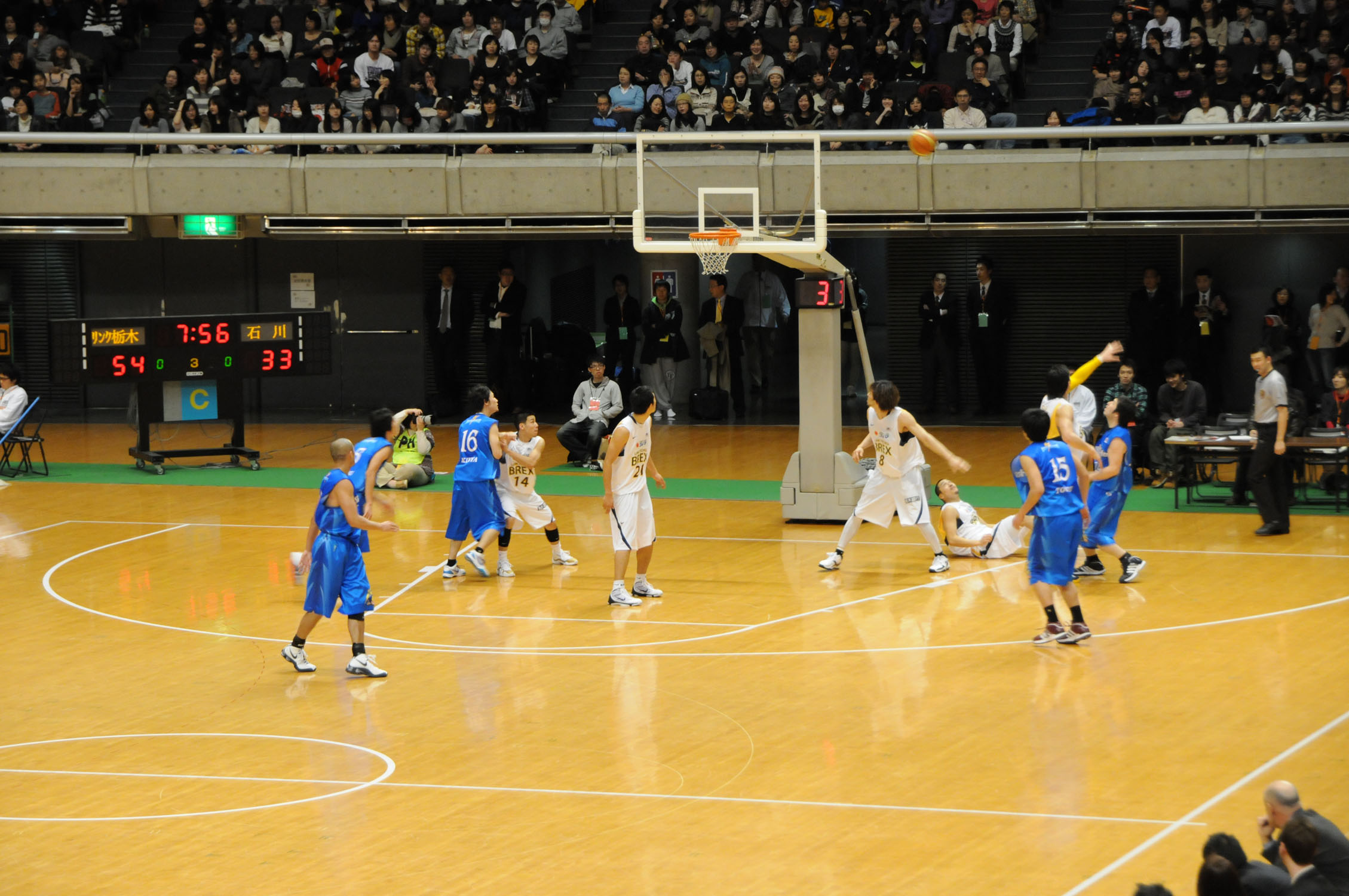
3回戦、リンク栃木ブレックス対石川ブルースパークス

JBL
- アイシンシーホース（1位）
- リンク栃木ブレックス（3位）
- トヨタ自動車アルバルク（5位）
- レラカムイ北海道（7位）

- 東芝ブレイブサンダース（2位）
- パナソニックトライアンズ（4位）
- 日立サンロッカーズ（6位）
- 三菱電機ダイヤモンドドルフィンズ（8位）

JBL2
- 豊田通商ファイティングイーグルス（1位）
- 石川ブルースパークス（3位）

- アイシン・エィ・ダブリュ アレイオンズ安城（2位）
- 日立電線ブルドッグス（4位）

学生
- 日本大学（1位）
- 青山学院大学（3位）
- 天理大学（5位）
- 鹿屋体育大学（7位）

- 慶應義塾大学（2位）
- 東海大学（4位）
- 拓殖大学（6位）
- 中央大学（8位）

社会人
- 横河電機（1位）

- 新生紙パルプ商事（2位）

高校
- 福岡第一高等学校

地方ブロック
- 宮田自動車（北海道）
- 東北学院大学（東北）
- 葛飾バックボーン（関東）
- 新潟教員（北信越）
- 浜松大学（東海）

- タツタ電線（近畿）
- Beans（中国）
- 愛媛教員クラブ（四国）
- 長崎教員クラブ（九州）

### 女子

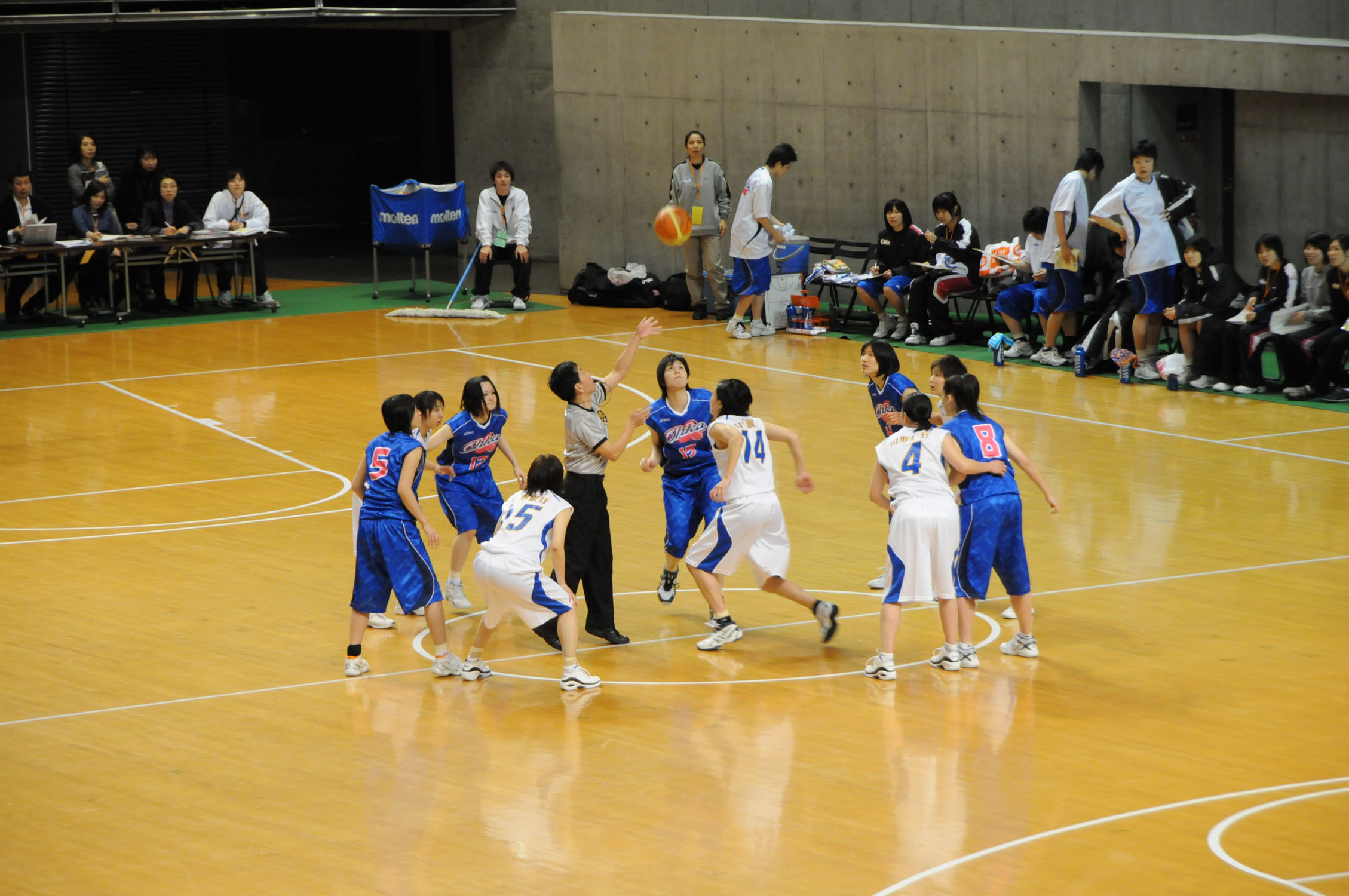
2回戦、山形銀行ライヤース対桜花学園高等学校

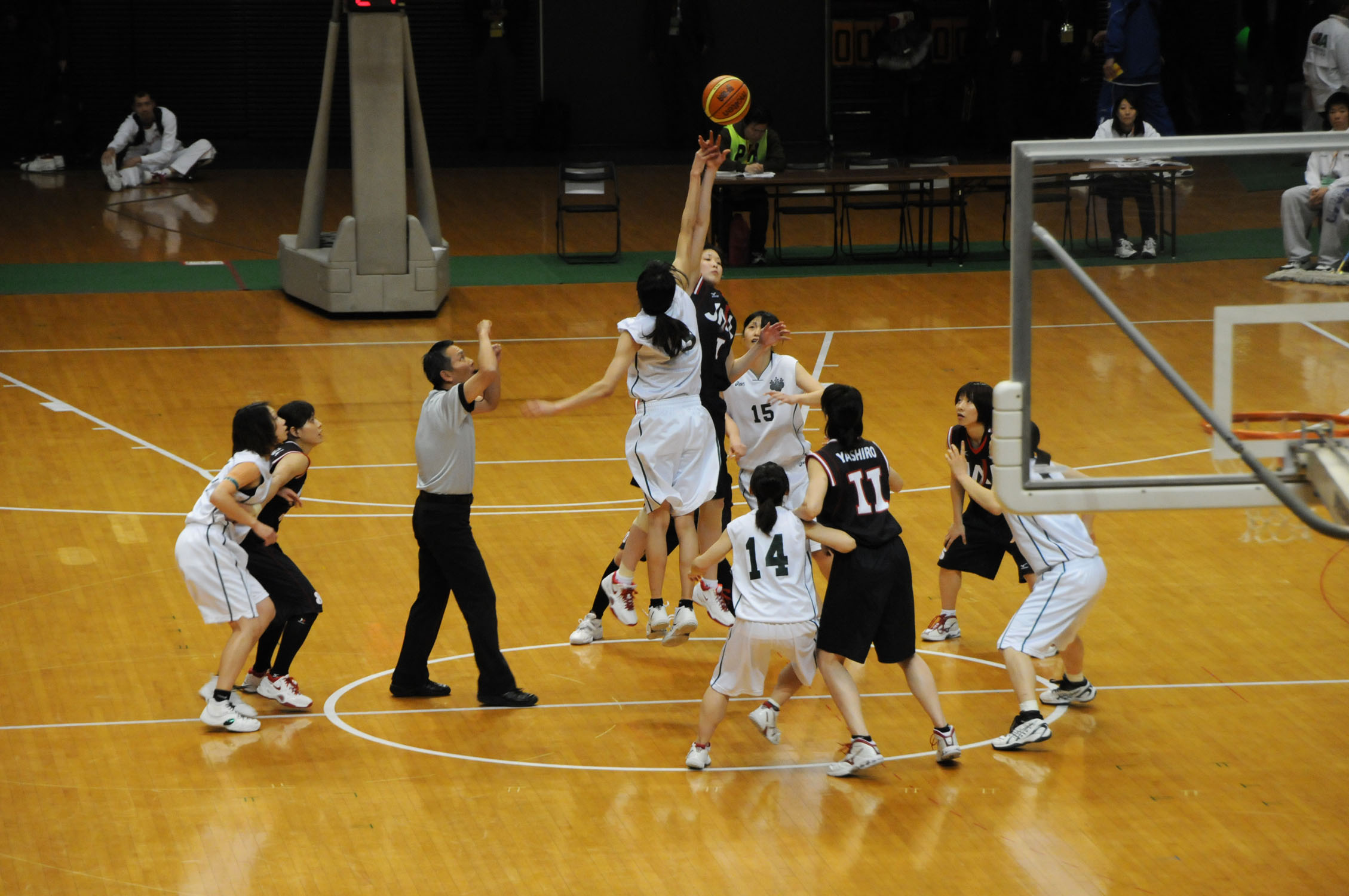
3回戦、日本航空JALラビッツ対筑波大学

WJBL
- トヨタ自動車アンテロープス（Wリーグ1位）
- 富士通レッドウェーブ（Wリーグ3位）
- シャンソンVマジック（Wリーグ5位）
- アイシン・エィ・ダブリュ ウィングス（Wリーグ7位）
- 日立ハイテク クーガーズ（WIリーグ1位）
- トヨタ紡織サンシャインラビッツ（WIリーグ3位）

- JOMOサンフラワーズ（Wリーグ2位）
- 日本航空JALラビッツ（Wリーグ4位）
- デンソーアイリス（Wリーグ6位）
- 三菱電機コアラーズ（Wリーグ8位）
- エバラヴィッキーズ（WIリーグ2位）
- 山梨クィーンビーズ（WIリーグ4位）

学生
- 筑波大学（1位）
- 拓殖大学（3位）
- 松蔭大学（5位）
- 早稲田大学（7位）

- 愛知学泉大学（2位）
- 大阪体育大学（4位）
- 関西外国語大学（6位）
- 山形大学（8位）

社会人
- 山形銀行（1位）

- 鶴屋百貨店（2位）

高校
- 桜花学園高等学校

地方ブロック
- 北翔大学（北海道）
- 仙台大学（東北）
- BLUE☆STARS（関東）
- 信州大学（北信越）
- 岐阜女子高等学校（東海）

- 大阪人間科学大学（近畿）
- 環太平洋大学（中国）
- JOIN（四国）
- 中村学園女子高等学校（九州）

## 試合結果
- A～D：東京体育館A～Dコート
- Y1：代々木第一体育館

### 男子
1回戦
| 日時      | C                           | D                               |
| --------- | --------------------------- | ------------------------------- |
| 1日14：00 | Beans 75 - 83 新潟教員      | 鹿屋体育大 68 - 77 タツタ電線   |
| 1日15：40 | 横河電機 93 - 43 福岡一高   | 東北学院大 72 - 85 愛媛教員ク   |
| 1日17：20 | 石川 98 - 83 中大           | 長崎教員ク 78 - 96 拓大         |
| 1日19：00 | 日立電線 76 - 61 宮田自動車 | 浜松大 59 - 87 新生紙パルプ商事 |

2回戦
| 日時      | C                             | D                             |
| --------- | ----------------------------- | ----------------------------- |
| 2日12：00 | 新潟教員 66 - 103 東海大      | 慶大 115 - 74 タツタ電線      |
| 2日13：40 | 天理大 68 - 62 横河電機       | 愛媛教員ク 67 - 92 青学大     |
| 2日15：20 | 石川 90 - 77 葛飾バックボーン | アイシンAW 89 - 78 拓大       |
| 2日17：00 | 豊田通商 92 - 68 日立電線     | 新生紙パルプ商事 59 - 80 日大 |

3回戦
| 日時      | C                           | D                       |
| --------- | --------------------------- | ----------------------- |
| 3日12：00 | アイシン 99 - 66 東海大     | 慶大 90 - 112 三菱電機  |
| 3日13：40 | 天理大 62 - 86 パナソニック | トヨタ 108 - 97 青学大  |
| 3日15：20 | リンク栃木 104 - 72 石川    | アイシンAW 44 - 94 日立 |
| 3日17：00 | 豊田通商 77 - 91 東芝       | 北海道 82 - 67 日大     |

準々決勝
| 日時      | Y1                          |
| --------- | --------------------------- |
| 4日17：00 | リンク栃木 65 - 74 日立     |
| 4日19：00 | 北海道 80 - 55 東芝         |
| 5日17：00 | アイシン 81 - 69 三菱電機   |
| 5日19：00 | トヨタ 77 - 92 パナソニック |

準決勝
| 日時      | Y1                            |
| --------- | ----------------------------- |
| 9日16：30 | 日立 78 - 67 北海道           |
| 9日18：30 | アイシン 84 - 74 パナソニック |

決勝
| 日時       | Y1                    |
| ---------- | --------------------- |
| 11日14：00 | アイシン 84 - 73 日立 |

### 女子
1回戦
| 日時      | A                           | B                          |
| --------- | --------------------------- | -------------------------- |
| 1日14：00 | 中村学園女高 94 - 59 北翔大 | 鶴屋百貨店 74 - 79 山形大  |
| 1日15：20 | BLUE☆STARS 75 - 86 松蔭大   | 大阪人科大 103 - 41 信州大 |
| 1日18：20 | 仙台大 49 - 79 山梨         | 関西外大 63 - 58 岐阜女高  |
| 1日19：00 | 早大 41 - 73 桜花学園高     | 大阪体育大 99 - 42 JOIN    |

2回戦
| 日時      | A                               | B                               |
| --------- | ------------------------------- | ------------------------------- |
| 2日12：00 | 中村学園女高 66 - 75 愛知学泉大 | トヨタ紡織 68 - 54 山形大       |
| 2日13：40 | エバラ 71 - 58 松蔭大           | 大阪人科大 56 - 79 日立ハイテク |
| 2日15：20 | 山梨 72 - 60 拓大               | 筑波大 76 - 67 関西外大         |
| 2日17：00 | 山形銀行 67 - 65 桜花学園高     | 大阪体育大 80 - 57 環太平洋大   |

3回戦
| 日時      | A                             | B                           |
| --------- | ----------------------------- | --------------------------- |
| 3日12：00 | アイシンAW 94 - 56 愛知学泉大 | トヨタ紡織 63 - 91 JOMO     |
| 3日13：40 | エバラ 67 - 87 デンソー       | 富士通 96 - 59 日立ハイテク |
| 3日15：20 | シャンソン 87 - 61 山梨       | 筑波大 56 - 79 日本航空     |
| 3日17：00 | 山形銀行 74 - 79 三菱電機     | トヨタ 99 - 78 大阪体育大   |

準々決勝
| 日時      | Y1                          |
| --------- | --------------------------- |
| 4日13：00 | アイシンAW 60 - 87 JOMO     |
| 4日15：00 | 富士通 75 - 53 デンソー     |
| 5日13：00 | シャンソン 68 - 81 日本航空 |
| 5日15：00 | トヨタ 93 - 56 三菱電機     |

準決勝
| 日時      | Y1                      |
| --------- | ----------------------- |
| 9日12：00 | 富士通 61 - 70 JOMO     |
| 9日14：00 | トヨタ 80 - 64 日本航空 |

決勝
| 日時       | Y1                  |
| ---------- | ------------------- |
| 10日14：00 | トヨタ 59 - 65 JOMO |

## 大会ベスト5

### 男子
- 柏木真介（アイシン№3・4年連続4回目）
- 竹内公輔（アイシン№10・2年連続3回目）
- 菅裕一（日立№11・初受賞）
- 竹内譲次（日立№15・4年連続4回目）
- 永山誠（パナソニック№6・初受賞）

### 女子
- 大神雄子（JOMO№1・6年連続6回目）
- 吉田亜沙美（JOMO№12・初受賞）
- 諏訪裕美（JOMO№15・初受賞）
- 櫻田佳恵（トヨタ№3・初受賞）
- 久手堅笑美（トヨタ№25・初受賞）